# Ortografía del catalán
La ortografía catalana recoge las normas de escritura del catalán, tanto de las palabras como de los otros signos gráficos.

## El alfabeto catalán
Articulo principal: alfabeto catalán

## Historia
La historia de la ortografía catalana presenta una singularidad respecto a las otras lenguas románicas. Estas, en general, han ido elaborando la ortografía a partir del latín adaptándolo a las particularidades fonéticas propias. Ha sido un proceso gradual y lento a lo largo de siglos hasta la aparición de las Academias en el siglo XVIII que fueron fijando la ortografía a partir de la variedad dominante de la lengua.
En el caso del catalán, la ortografía medieval tuvo una homogeneidad notable. La Cancillería real configuró un modelo escrito unitario utilizado en varios campos. Así, Ramon Muntaner expresa en su Crònica (1325-1328) que los catalanes son el pueblo más numeroso de una sola lengua, puesto que por toda la Romania tienen unas lenguas tan divididas como la diferencia que hay entre catalanes y aragoneses.
En el siglo XVI, después de un siglo de oro, se empezó a producir una ruptura. Con el alejamiento de la corte real y varios acontecimientos políticos, se rompió la conciencia lingüística unitaria y la tradición cultural compartida. La producción se fue dialectalizando.
En el xix surgió la conciencia de recuperar una unidad, que tenía que empezar necesariamente por la ortografía. Predominaba una ortografía fonética dialectal con diferentes dosis de arcaísmos y castellanismos. Instituciones como la Academia de Bones Lletres o los Juegos Florales eran el centro de varias polémicas ortográficas.
En el Primer Congrés Internacional de la Llengua Catalana, celebrado el octubre de 1906 en Barcelona, se definieron las bases definitivas. Pompeu Fabra y Poch no tenía ninguna ponencia pero destacó en las discusiones de enmiendas propugnando una solución de continuidad siempre que se conservara en la pronunciación de alguno de los grandes dialectos: «Cuando dos fonemas de una lengua, en un momento dado de su historia, vienen a confundirse, mientras (sic)  haya un dialecto importante que conserve la antigua distinción, una ortografía nacional debe de conservarla» (cursivas originales). El 1911 se fundó la Sección Filológica del Institut d'Estudis Catalans, y el 1913 publicó las Normes ortogràfiques bajo la dirección de Antoni Maria Alcover y Pompeu Fabra. A pesar de alguna oposición, la ortografía se adoptó inmediatamente y se generalizó de hecho hacia el año 1930. El 1932 los escritores e intelectuales valencianos reunidos en Castellón hicieron una adopción formal en las llamadas Normas de Castellón.
Posteriormente, la aparición del Diccionario de la lengua catalana del IEC supuso un nuevo hito en la fijación ortográfica de la lengua, con la adición de neologismos y usos modernos del idioma.

## Vocalismo

### Diptongos
Se denomina diptongo a la combinación de dos vocales que se pronuncian juntas en una misma sílaba. Existen dos tipos de diptongos: los diptongos decrecientes: los forman las combinaciones vocálicas de las cuales la segunda vocal es una vocal débil (i o u). Los diptongos decrecientes son: ai, au, ei, eu, oi, ou, iu, ui, uu. Los diptongos crecientes los forman las vocales de los grupos qua, qüe, qüi, quo, gua, güe, güi, guo.

### Hiatos
Se denomina hiato a la combinación dos vocales seguidas en una palabra que forman parte de sílabas diferentes. Los hiatos en aquellas combinaciones vocálicas de las cuales la segunda vocal es una vocal fuerte. También tenemos hiato en los casos que la segunda vocal es débil pero lleva acento o diéresis

### A/E
La confusión entre las grafías A y E viene dada porque en muchas variedades dialectales del catalán se pronuncian igual en posición átona (vocal neutra). Las reglas para determinar qué hay que escribir varían en función de la categoría gramatical de la palabra.
Si se trata de un verbo, se tiene que tener en cuenta las siguientes normas:
- Se escribe A si es la última vocal de la palabra (como en canta) y E si es la penúltima (como en miren), con las excepciones de las formas corre, vine, obre, omple y sus derivados y los infinitivos en -RE (como caure).
- Los verbos néixer, jeure, treure y fer presentan una alternancia en la raíz o lexema: se escribe E cuando la forma es tónica (como en neixo) pero A si es átona (como en naixem) en gran parte del dominio lingüístico.

Si se trata de un adjetivo o un nombre, las reglas son estas:
- Una palabra respeta la grafía de su primitivo, por eso teulada se escribe con E (viene de teula).
- Los plurales femeninos van con -E (plaça - places).
- Los adjetivos invariables siempre se escriben con E (alegre).
- Hay terminaciones de grafía única, como -ma -ta- -crata -arca -cida -isme -aire -ble.

### O/U
Igualmente, la confusión entre la O y la U en posición átona es propia de ciertas regiones catalanohablantes. En estos casos, hay que mirar la grafía del derivado (teniendo en cuenta, no obstante, la existencia de cultismos o seudoderivados que mantienen la grafía original latina). En el caso de los verbos, hay ciertas reglas que pueden servir de guía de escritura:
En el caso de los nombres y adjetivos, se escribe "o" o "u" en función de la letra que escriban la palabra primitiva. Se escribe ulleres con U porque deriva de ull y cordill con O porque deriva de corda.
A veces puede ser muy útil recurrir al castellano, dado que en un gran porcentaje de palabras se emplea la misma vocal en ambas lenguas. Hay que tener en cuenta, sin embargo, que hay algunas palabras que no siguen esta tónica como por ejemplo: cartolina, torró, Joan, títol, botifarra, complir, consol o al revés: muntanya, turmell, turment o riu. Los plurales de las palabras donde el catalán oriental pronuncia -us se hacen habitualmente en -os: cascos, textos, peixos. A excepción de aquellos que en singular acaban en -U: europeus, cacaus o aquellos que son invariables: cactus, globus.

## Signos diacríticos

### Acentos agudo y grave
El catalán utiliza el acento agudo y el acento grave para marcar el acento prosódico o la calidad de una vocal. El acento agudo en la ⟨é⟩ y en la ⟨ó⟩ indica que la vocal es tónica y semicerrada (/e o/), mientras que el acento grave en la ⟨è⟩ y en la ⟨ò⟩ indica que la vocal es tónica y semiabierta (/ɛ ɔ/). El acento grave en la ⟨à⟩ y el agudo en la ⟨í⟩ y en la ⟨ú⟩ simplemente indica que las vocales son tónicas. Por lo tanto, el agudo es utilizado en vocales cerradas o semicerradas y el grave en vocales abiertas o semiabiertas. Por ejemplo:
- també [təmˈbe] ('también')
- interès [intəˈɾɛs] ('interés')
- córrer [ˈkorə] ('correr')
- pròxim [ˈpɾɔksim] ('próximo')
- ànima [ˈanimə] ('alma')
- pastís [pəsˈtis] ('pastel')
- pallús [pəˈʎus] ('bobo')